# Lefaux
Lefaux ist eine französische Gemeinde im Département Pas-de-Calais in der Region Hauts-de-France (vor 2016 Nord-Pas-de-Calais). Sie gehört zum Kanton Étaples im Arrondissement Montreuil.

## Lage
Die Gemeinde Lefaux liegt vier Kilometer östlich der Ärmelkanalküste. Nachbargemeinden von Lefaux sind Widehem im Norden, Frencq im Osten, Étaples im Süden sowie Camiers im Westen.

## Bevölkerungsentwicklung
| Jahr                       | 1962 | 1968 | 1975 | 1982 | 1990 | 1999 | 2006 | 2014 | 2022 |
| -------------------------- | ---- | ---- | ---- | ---- | ---- | ---- | ---- | ---- | ---- |
| Einwohner                  | 210  | 199  | 198  | 203  | 204  | 242  | 283  | 239  | 222  |
| Quellen: Cassini und INSEE |      |      |      |      |      |      |      |      |      |

## Sehenswürdigkeiten

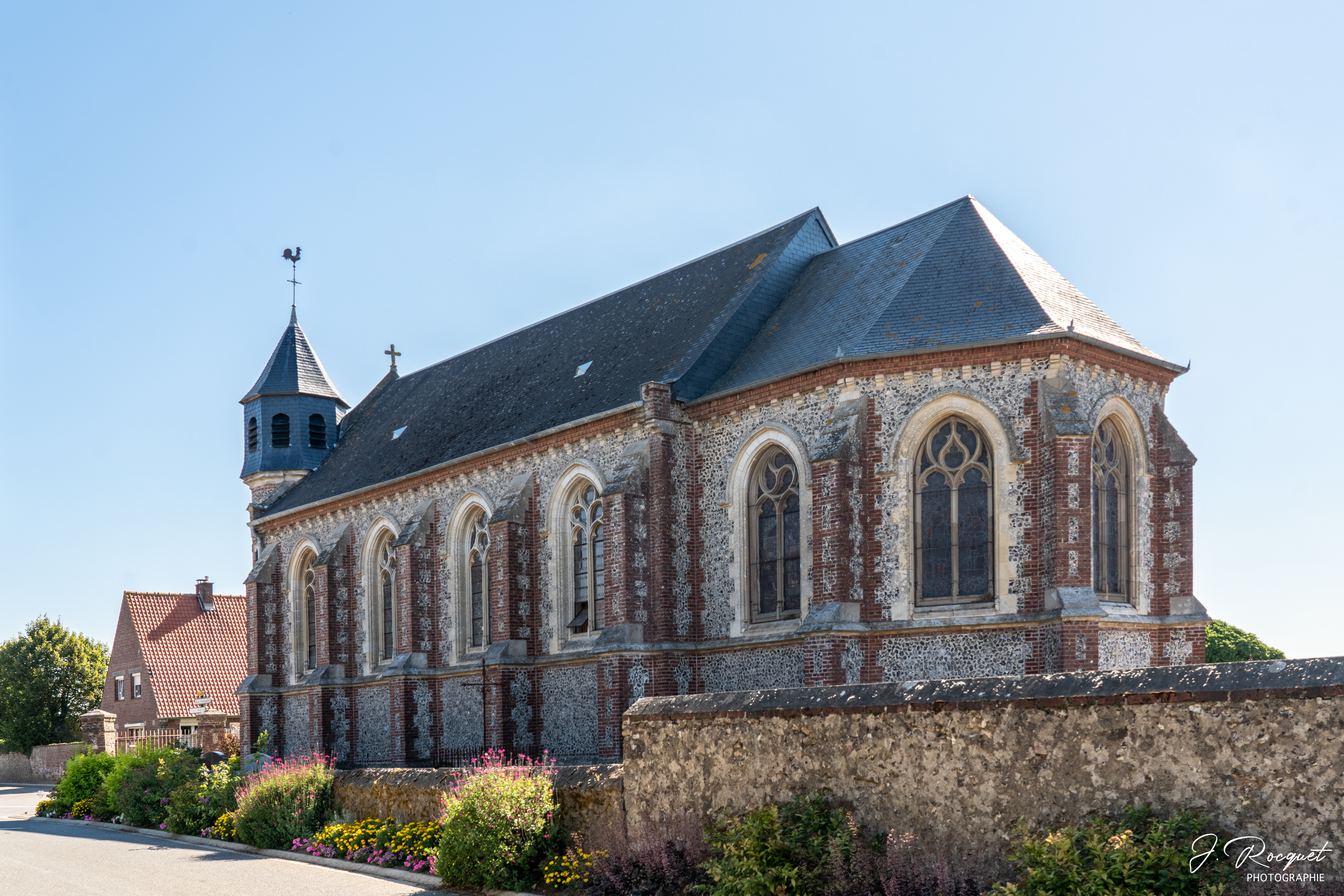
Kirche Saint-Jean-Baptiste
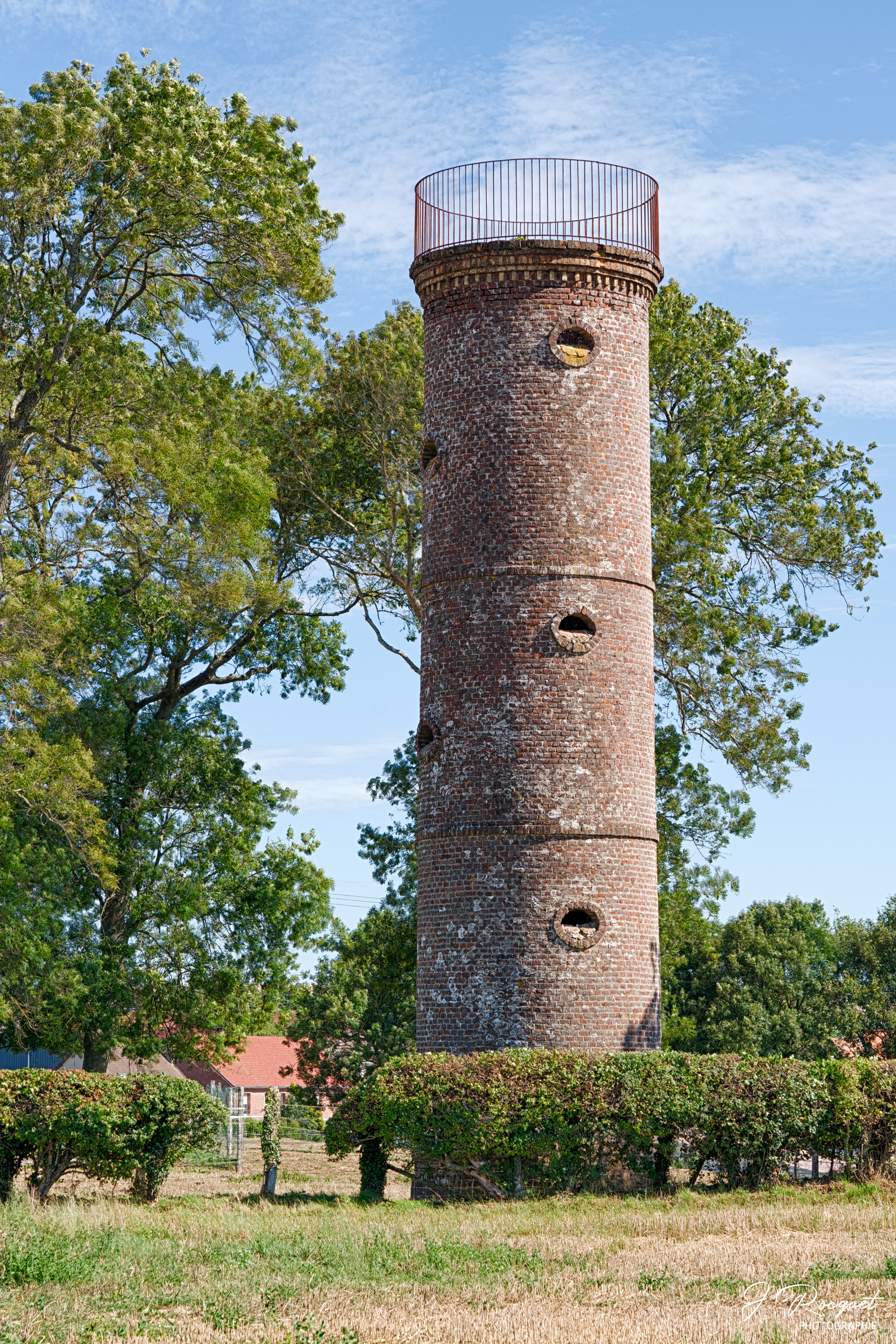
Belvedere
- Schloss Les Trembles

- Kirche Saint-Jean-Baptiste
- Belvedere